# Mauritius Kramer

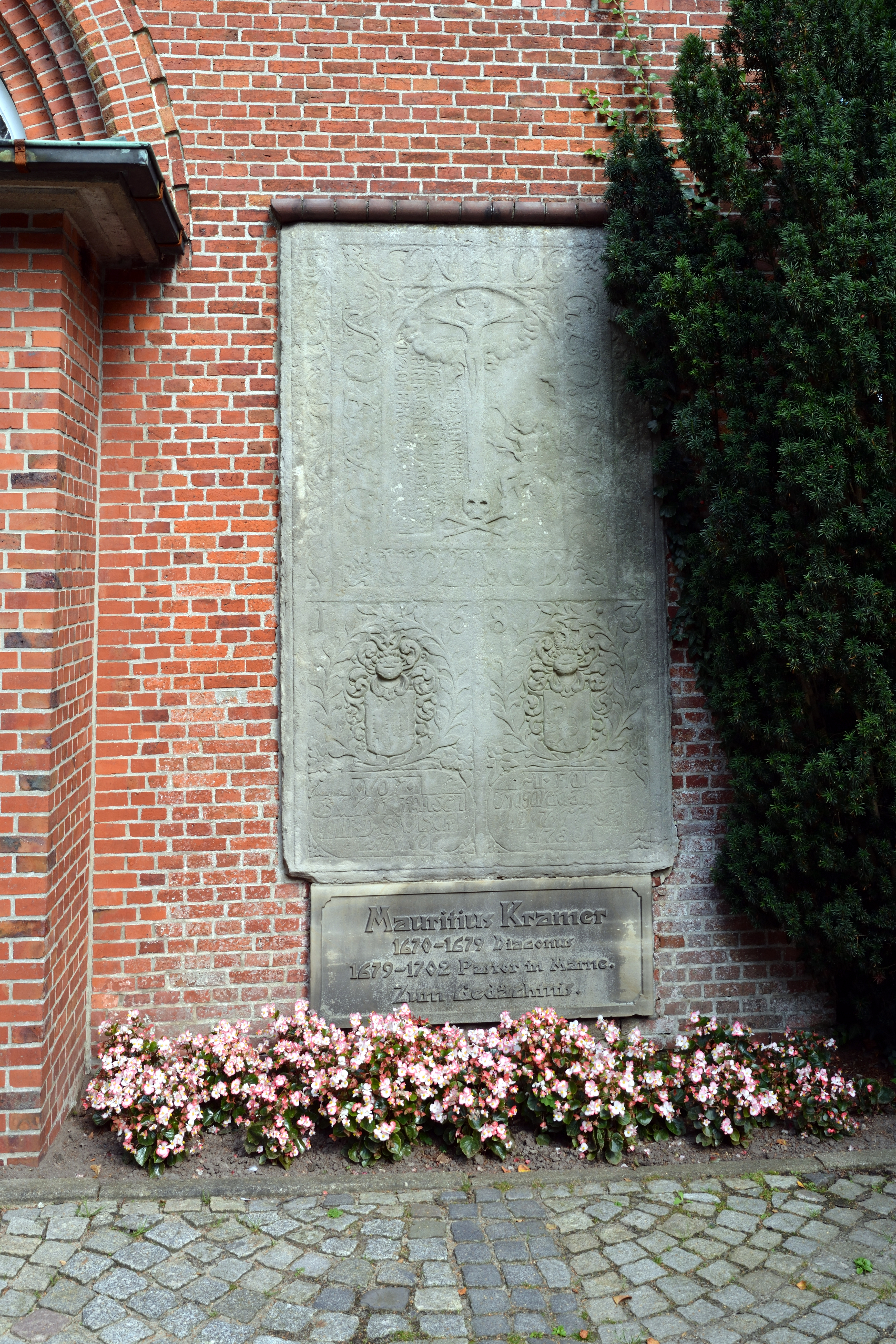
Erinnerung an der Friedhofskapelle in Marne

Mauritius Kramer (* 27. Februar 1646 in Ammerswurth bei Meldorf; † 22. Juni 1702 in Marne) war ein deutscher lutherischer Theologe und Kirchenlieddichter.

## Leben und Werk
Als eines Landwirts Sohn wurde Mauritius Kramer am 27. Februar 1646 in Ammerswurth geboren. Auf der Meldorfer Lateinschule vorgebildet, wurde er am 28. Mai 1666 an der Universität Jena zum Theologiestudium immatrikuliert. Seit 1670 war er zunächst Diaconus, ab 1679 Pastor zu Marne. In dieser Stellung verstarb er am 22. Juni 1702 im Alter von 56 Jahren.
Kramer kämpfte gegen den Pietismus und warnte seine Gemeinde davor in einer Polemik 1688. Auch machte er sich bedeutsam als Dichter geistlicher Lieder; 89 seiner Dichtungen veröffentlichte er in einem Sammelwerke 1683. Die Melodien seiner Lieder wurden zum Teil vom Organisten Heinrich Krohn angefertigt, der andere Teil seiner Lieder wurde mit weltlichen Melodien hinterlegt. Albert Knapp urteilte, Kramer sei ein lieblicher und inniger Dichter gewesen, während August Jacob Rambach die Lieder wegen ihrer Herzlichkeit und der fließenden Schreibart lobte und meinte, sie sollten eine viel höhere Verbreitung gefunden haben. Nur zwei von Kramers Lieder wurden in Johann Anastasius Freylinghausens Geistreiches Gesangbuch (zweiter Teil, 1714) übernommen. Die weiteren Lieder haben offenbar keine Verbreitung gefunden. Einzig Meine Seele, laß Gott walten wurde noch verbreitet, 1842 tauchte es in einem Hamburger Gesangbuch auf.

## Werke
- Gott, gieb einen milden Regen
- Gott lebet noch und stirbet nicht
- Meine Seele, laß Gott walten
- Heilige Andachten (Glückstadt 1683)
- Nothwendig erachtete christliche Warnung vor dem ungeschmackten Quäker-Quarke (Hamburg 1688)
- Die Wiederbringung der evangelischen Wahrheit in ganz Teutschland und andern Ländern, insonderheit im Dithmarschen (Glückstadt 1699)